# Ken Roczen
Ken Roczen (né le 29 avril 1994 à Mattstedt, Allemagne) est un pilote professionnel allemand de motocross et de supercross. Il est champion du monde de motocross MX2, champion de supercross 250SX côte Ouest et double champion AMA de motocross 450MX et vainqueur de Motocross des Nations.
Ken s'est fortement blessé au bras après avoir été éjecté de sa moto lors d'une section rythmique au Angel Stadium à Anaheim, en Californie, le 21 janvier 2017. Il a depuis repris sa carrière.

## Carrière

### Championnat du monde
D'origine Allemande, Ken Roczen débute en championnat du monde de motocross en 2009 à l'âge de quinze ans et remporte la même année sa première victoire dans le Grand Prix d'Allemagne en terminant deuxième des deux courses. Il est alors le premier allemand à remporter son Grand Prix national.
Deux ans plus tard, il devient le plus jeune champion du monde de l'histoire du motocross en remportant le titre dans la catégorie MX2 à 16 ans.

### Départ pout les États-Unis
En 2013, Roczen a remporté le championnat Supercross 250 West coast, terminant la saison avec 2 points d'avance sur Eli Tomac.
En 2014, il passe en catégorie reine 450cc, en rejoignant Red Bull KTM Racing. Ken a surpris les fans du monde entier lorsqu'il a commencé sa première saison avec une victoire lors de la toute première course de la saison à Anaheim I. Il gagne une seconde fois au Georgia Dome d'Atlanta. Roczen termine la saison de supercross à la 3ème place au classement général pour sa première année en 450cc.
Roczen consolidera sa nouvelle position au sommet du motocross américain en remportant le championnat de motocross AMA 2014, dès sa première saison, en battant Ryan Dungey.
En 2015, Roczen a signé chez RCH Suzuki. Il remporta la Monster cup en catégorie 450.
En 2016, l'Allemand termine deuxième au classement général du championnat AMA Supercross avec cinq victoires et remporte pour la seconde fois le titre AMA Motocross avec 20 victoires de manches.

### Coup d'arrêt
Au début de la saison 2017, Ken Roczen a rejoint l'équipe Honda HRC et est grand favori pour remporter le titre de champion AMA Supercross. Il remporta les deux premières courses de la saison 2017.
Puis, le 21 janvier 2017, alors qu'il était à la 3e place, le pied de Roczen a glissé du repose-pied alors qu'il franchissait un triple et il a été éjecté dans les airs, s'écrasant violemment au sol, celui-ci reçu une grave  fracture ouverte au bras gauche.
Ken, convalescent, dut interrompre sa saison 2017 notamment à cause des nombreuses opérations sur son bras et un syndrome des loges.
En 2018, avec sa blessure derrière lui, Roczen a commencé le championnat AMA Supercross prêt à reprendre son ascension. Il a progressé au fur et à mesure des semaines, semblant retrouver sa forme.
Malheureusement, le 10 février 2018, à San Diego CA, Ken a subi un autre grave accident. Alors qu'il entrait dans un virage pour faire un dépassement sur Cooper Webb, il a soudainement accroché une ornière attrapant trop de traction tout en impactant simultanément la moto de Cooper Webb, ce qui l'a fait tomber à l'arrière de la moto avec son bras atterrissant dans le bras oscillant de la moto de Cooper Webb.
Il a subi une intervention chirurgicale pour réparer les os brisés, la luxation des métacarpiens et les ligaments déchirés de la main droite. Il fut donc de nouveau absent pour le reste de la saison de Supercross en raison de cette nouvelle blessure grave.
Heureusement, cela a donné à Ken plus de temps pour permettre à son bras gauche de guérir, qui était encore endommagé par le crash de l'année précédente. Et il put tout de même s'aligner pour le championnat de motocross 2018 dans lequel il a terminé 3ème.

### Retour au meilleur niveau
Pour 2019, il termine 4ème du championnat de Supercross et 2ème au championnat de motocross.
Le 11 janvier 2020, Ken Roczen a remporté de nouveau une course AMA Supercross 450 à Saint-Louis 3 ans après ses graves blessures. Il a par la suite remporté les deux autres manches jusqu'à ce que la saison soit interrompue par le COVID-19 à Daytona, le 7 mars. Il était alors le leader devant Eli Tomac de trois points.
La saison a repris avec sept manches toutes à Salt Lake City, UT, entre le 31 mai et le 21 juin, les courses se sont déroulées tous les dimanches et mercredis au stade Rice-Eccles sans spectateurs. Sur les sept manches, Ken a remporté une autre victoire mais a terminé à la 3ème place du classement final.
En 2021, il termine 2ème du championnat AMA de supercross et 3ème du motocross.

## Palmarès
- 2e du Championnat du monde de motocross 2010 dans la catégorie MX2 derrière Marvin Musquin
- Champion du monde de motocross 2011 dans la catégorie MX2
- Vainqueur du Motocross des nations en 2012 en offrant à l'Allemagne sa première victoire dans cette compétition
- Vainqueur du championnat AMA supercross catégorie lites 250 cm3 côte ouest 2013
- 3ème du championnat AMA supercross catégorie 450 en 2014
- Vainqueur du championnat AMA motocross catégorie 450 cm3 en 2014
- Vice-champion du championnat AMA supercross catégorie 450 en 2016
- Vainqueur du championnat AMA motocross catégorie 450 cm3 en 2016
- 20e du championnat AMA supercross catégorie 450 cm3 en 2017 (blessure)
- 18e du championnat AMA supercross catégorie 450 cm3 en 2018 (blessure)
- 3e du championnat AMA motocross catégorie 450 cm3 en 2018
- 4e du championnat AMA supercross catégorie 450 cm3 en 2019
- Vice-champion du championnat AMA motocross catégorie 450 cm3 en 2019
- 3e du championnat AMA supercross catégorie 450 cm3 en 2020
- Vice-champion du championnat AMA supercross catégorie 450 cm3 en 2021
- 3e du championnat AMA motocross catégorie 450 cm3 en 2021
- Vainqueur du Supercross Paris 2022 en SX1